# North Lauderdale
La ville américaine de North Lauderdale est située dans le comté de Broward, en Floride.

## Démographie
| 1970  | 1980   | 1990   | 2000   | 2010   | - |
| ----- | ------ | ------ | ------ | ------ | - |
| 1 213 | 18 653 | 26 506 | 32 264 | 41 023 | - |

Lors du recensement de 2010, sa population s’élevait à 41 023 habitants.

## Source
- (en) Cet article est partiellement ou en totalité issu de l’article de Wikipédia en anglais intitulé « North Lauderdale, Florida » (voir la liste des auteurs).